# Субдукција
Субдукција је геолошки термин у теорији тектонике плоча који се користи када се говори о подвлачењу једне тектонске плоче под другу. Тектонска плоча која се подвлачи се повија и „тоне“, при чему се онда каже да се она субдукује.
Зона субдукције представља простор где се одвија процес тоњења, односно подвлачења, једне литосферне плоче (тектонске плоче) под другу. Релативна померања ових плоча, једне у односу на другу су обично центиметарског реда величине на годину дана. 

## Опис процеса
Обично је случај подвлачења океанске коре под континенталну, изазивајући при томе орогене покрете, ерупције вулкана (пример су вулкани Сент Хеленс и Фиџи) и земљотресе. Услед субдукције долази до појава дубинских земљотреса који се одвијају на дубинама које могу бити и 700 km испод површине.
До подвлачења долази зато што је у већини случајева океанска кора веће специфичне тежине од континенталне, односно, континентална кора је мање густине. Субдукција се јавља искључиво по ободима литосферних плоча, а тоњење се одвија до дубина од око 100 km, када се стена перидотит мења и постаје еклогит. Даљим тоњењем у мантл (Земљин омотач) кора се апсорбује. На местима где започиње подвлачење једне тектонске плоче под другу формирају се тектонски ровови.
Иако су дубински земљотреси познати по томе да су мање катастрофални од приповршинских, земљотреси који настају овим процесом могу бити изузетно снажни, јер покрети могу бити по великој дужини обода плоча и нарочито због промене геотермалног градијента при утискивању хладне океанске коре у мантл. У случају да се земљотрес догоди испод океана, ослобођена енергија има довољан потенцијал да створи цунами, попут оног који се догодио услед субдукције Индо-аустралијске плоче под Евроазијску 26. децембра 2004. године (Цунами у Индијском океану 2004.), који је опустошио обале Индијског океана.